# R Doradus
R Doradus (P Doradus / HD 29712 / HR 1492 / HIP 21479) es una estrella variable en la constelación austral de Dorado, cerca del límite con la constelación de Reticulum.
Se encuentra a 193 años luz de distancia del sistema solar.

## Características
R Doradus es una gigante roja de tipo espectral M8IIIe.
Con un diámetro angular de 0,057 ± 0,005 segundos de arco, es la estrella —con excepción del Sol— con un mayor diámetro aparente vista desde la Tierra.
En concreto, es más de un 30 % mayor que Betelgeuse (α Orionis), que antes ostentaba el título de estrella con mayor tamaño aparente. Su radio es 370 veces más grande que el radio solar; si estuviese situada en el centro del sistema solar, la órbita de Marte quedaría englobada dentro de la propia estrella. Aunque su masa es similar a la del Sol, su luminosidad total es 6500 ± 1400 veces mayor que la luminosidad solar.
Al igual que otras estrellas similares, R Doradus pierde masa estelar, a razón de 2,7 × 10-7 masas solares cada año.

## Brillo y variabilidad
La magnitud visual de R Doradus oscila entre +4,8 y +6,6 en un ciclo de 338 días, pero es en la región del infrarrojo donde R Doradus es una de las estrellas más brillantes del cielo.
En banda J —ventana en el infrarrojo cercano centrada a 1,25 μm— es, con magnitud -2,65, la segunda estrella más brillante después de Betelgeuse (α Orionis).
Si bien está catalogada como variable semirregular de tipo SRB, se halla estrechamente relacionada con las variables Mira.